# Palazzo Incoronati
Palazzo Incoronati, noto anche come Palazzo Incoronati de Planca, è un palazzo manierista di Roma che si trova a via di Monserrato 152, nel rione Regola.

## Storia
Il palazzo fu costruito all'inizio del XVI secolo per la famiglia Incoronati de Planca, originaria del Regno di Spagna e stabilitasi a Roma già dal secolo precedente.
Nel 1569 l'edificio passò a G. B. Doni, chierico della corte papale, poi alle famiglie Sacripante e Luparini. L'edificio ha ospitato il Circolo Scandinavo, fondato del 1860.

## Descrizione
L'edificio originariamente aveva due piani e una loggia, ma quest'ultima fu murata nel XIX secolo per creare un ulteriore piano abitabile.
La facciata in mattoni si apre su un bel portale architravato in marmo sormontato dallo stemma degli Incoronati (un leone impennato e tre bande) e da un balcone sostenuto da mensole.